# Saint-Martin-de-Boscherville
Pour les articles homonymes, voir Saint-Martin.
Saint-Martin-de-Boscherville est une commune française située dans le département de la Seine-Maritime et la région Normandie.

## Géographie

### Localisation
Cette commune est située sur la rive droite de la Seine, à quelques kilomètres à l'ouest de Rouen, dans le canton de Duclair, en bordure de la forêt de Roumare.
La commune, connue pour son abbatiale. Elle fait partie de la Métropole Rouen Normandie.

### Communes limitrophes
| Anneville-Ambourville | Hénouville                   |          |
| Bardouville           | Saint-Martin-de-Boscherville | Montigny |
|                       | Quevillon                    |          |

### Hydrographie
La commune est située dans le bassin Seine-Normandie. Elle est drainée par la Seine,.
La Seine, qui prend sa source à Source-Seine, en Côte-d'Or, sur le plateau de Langres, traverse le département avec de larges méandres sur son flanc sud et se jette dans la Manche entre Le Havre et Honfleur. 

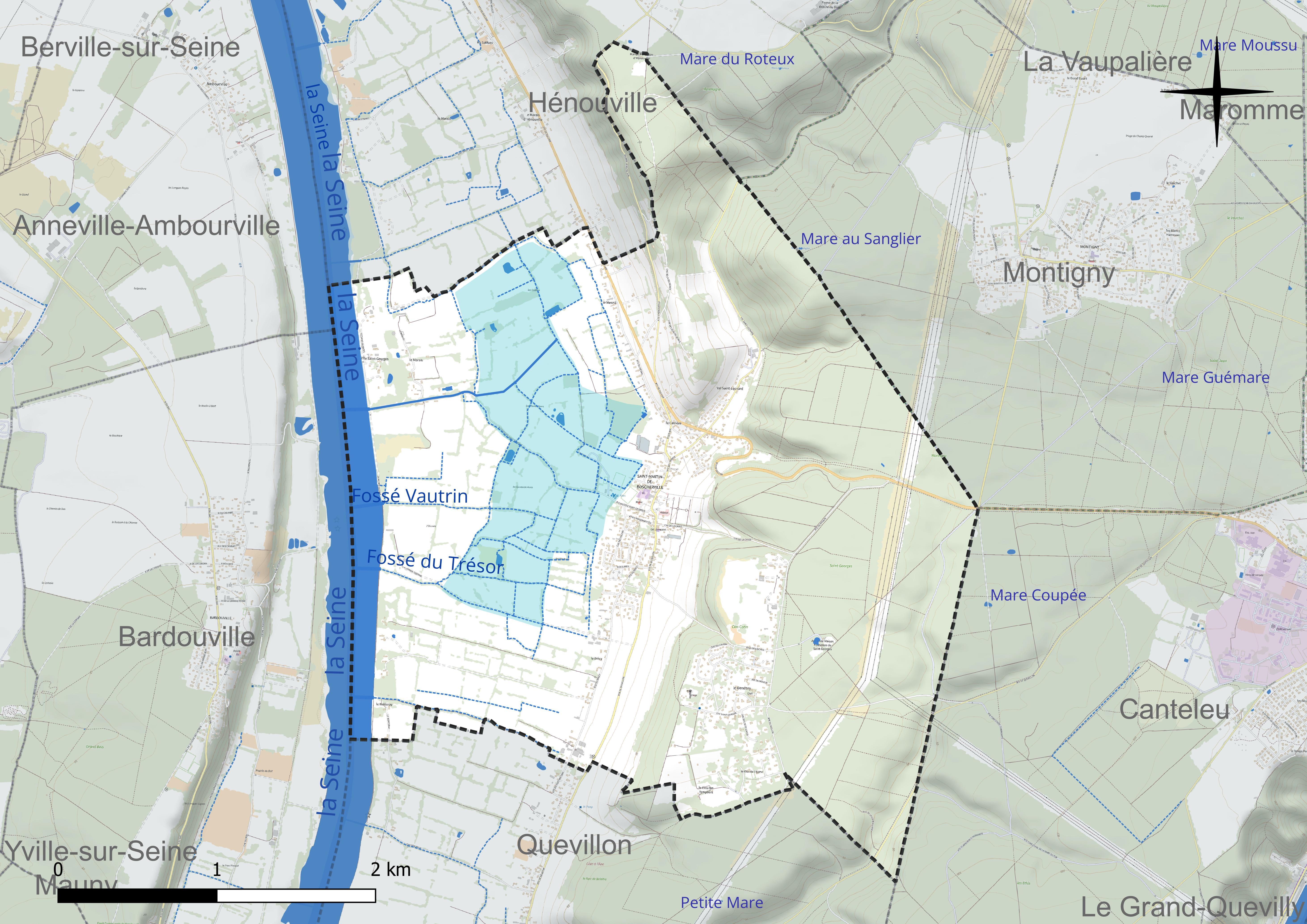
Réseau hydrographique de Saint-Martin-de-Boscherville.

### Climat
Pour des articles plus généraux, voir Climat de la Normandie et Climat de la Seine-Maritime.
En 2010, le climat de la commune est de type climat océanique altéré, selon une étude du CNRS s'appuyant sur une série de données couvrant la période 1971-2000. En 2020, Météo-France publie une typologie des climats de la France métropolitaine dans laquelle la commune est exposée à un climat océanique et est dans la région climatique  Côtes de la Manche orientale, caractérisée par un faible ensoleillement (1 550 h/an) ; forte humidité de l’air (plus de 20 h/jour avec humidité relative > 80 % en hiver), vents forts fréquents. Parallèlement le GIEC normand, un groupe régional d’experts sur le climat, différencie quant à lui, dans une étude de 2020, trois grands types de climats pour la région Normandie, nuancés à une échelle plus fine par les facteurs géographiques locaux. La commune est, selon ce zonage, exposée à un « climat contrasté des collines », correspondant au Pays d’Auge, Lieuvin et Roumois, moins directement soumis aux flux océaniques et connaissant toutefois des précipitations assez marquées en raison des reliefs collinaires qui favorisent leur formation.
Pour la période 1971-2000, la température annuelle moyenne est de 10,9 °C, avec une amplitude thermique annuelle de 12,9 °C. Le cumul annuel moyen de précipitations est de 818 mm, avec 12,5 jours de précipitations en janvier et 8,2 jours en juillet. Pour la période 1991-2020, la température moyenne annuelle observée sur la station météorologique la plus proche, située sur la commune de Jumièges à 10 km à vol d'oiseau, est de 12,2 °C et le cumul annuel moyen de précipitations est de 843,5 mm,. Pour l'avenir, les paramètres climatiques de la commune estimés pour 2050 selon différents scénarios d’émission de gaz à effet de serre sont consultables sur un site dédié publié par Météo-France en novembre 2022.

### Milieux naturels et biodiversité
La commune fait partie du parc naturel régional des Boucles de la Seine normande.

## Urbanisme

### Typologie
Au 1er janvier 2024, Saint-Martin-de-Boscherville est catégorisée bourg rural, selon la nouvelle grille communale de densité à sept niveaux définie par l'Insee en 2022.
Elle est située hors unité urbaine. Par ailleurs la commune fait partie de l'aire d'attraction de Rouen, dont elle est une commune de la couronne,. Cette aire, qui regroupe 317 communes, est catégorisée dans les aires de 200 000 à moins de 700 000 habitants,.

### Occupation des sols
L'occupation des sols de la commune, telle qu'elle ressort de la base de données européenne d’occupation biophysique des sols Corine Land Cover (CLC), est marquée par l'importance des territoires agricoles (47,3 % en 2018), une proportion sensiblement équivalente à celle de 1990 (47,5 %). La répartition détaillée en 2018 est la suivante : 
zones agricoles hétérogènes (35,9 %), forêts (35 %), zones urbanisées (13,3 %), prairies (6 %), terres arables (5,3 %), eaux continentales (3,3 %), milieux à végétation arbustive et/ou herbacée (1 %). L'évolution de l’occupation des sols de la commune et de ses infrastructures peut être observée sur les différentes représentations cartographiques du territoire : la carte de Cassini (XVIIIe siècle), la carte d'état-major (1820-1866) et les cartes ou photos aériennes de l'IGN pour la période actuelle (1950 à aujourd'hui).

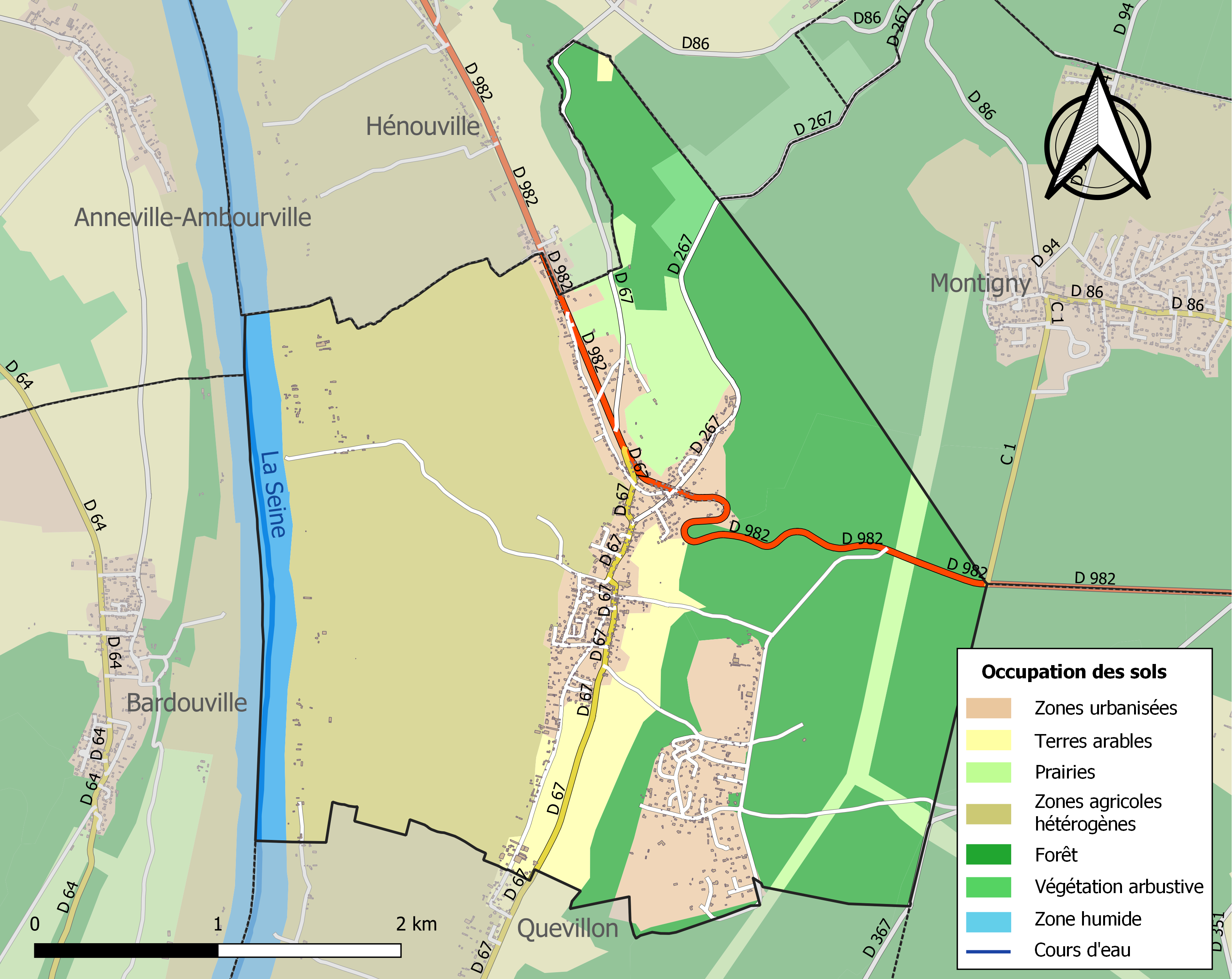
Carte des infrastructures et de l'occupation des sols de la commune en 2018 (CLC).

### Lieux-dits, hameaux et écarts
Le Bourg, le Brécy, le Marais, le Mesnil, le Val Saint-Léonard, le Genetey.

### Voies de communication et transports
Saint-Martin-de-Boscherville est relié à Rouen et au Havre par la route départementale 982 (ancienne route nationale 182).
Les ponts les plus proches permettant de traverser la Seine sont le pont de Brotonne à Caudebec-en-Caux et le pont Gustave-Flaubert à Rouen. Les bacs les plus proches sont ceux de Duclair et de Sahurs.
La gare ferroviaire la plus proche est la gare de Rouen.
Le village est desservi par le service Filo'r du réseau Astuce.

## Toponymie
Le nom de la localité est attesté sous les formes de Balcherii Villa vers 1135, Balchervilla de 1050 à 1066, Baucheri villa et Bauquervilla vers 1060 (AN 1956, 228), de Bauquervilla en 1155 et 1158, Ecclesie Sancti Martini de Baucervilla en 1131, de Bauchervilla  entre 1185 et 1207, de Bauquiervilla vers 1240, de Bauchervilla en 1230, In parrochia Sancti Martini de Bauquervilla en 1277, Parrochia Sancti Martini de Bauquierville en 1283, Parrochia Saint Martin de Saint Joire de Bauquierville en 1285, Saint Martin de Saint Joyre en 1295, Saint Martin de Bauquierville en 1296, Saint Martin de Saint Joire en 1460, Paroisse Saint Joire de Boquierville en 1407, Saint Joire de Bauquierville en 1464, Saint Martin de Boscherville en 1493.
L'hagionyme Saint-Martin désigne Martin de Tours (mort en 397).
Le nom du lieu Boscherville n'est pas antérieur à l'époque médiévale (attesté pour la première fois vers 1135 sous la forme de Balcherii Villa et se réfère au propriétaire du domaine rural ou ville en ancien français, un certain Bal(d)kar, nom de personne d'origine germanique. La forme courante est Bauquierville, avant d'être « traduite » en ancien français par boscher nom signifiant « bûcheron » (cf. Boscherville, Eure et Brucheville, Manche). Bauquier a été pris pour la forme normande boquier (cf. cauchois boquillon, bûcheron) équivalente au vieux français boscher.
Le vocable Saint-Martin est un ajout du XIIe siècle.
Au cours de la Révolution française, la commune porte provisoirement le nom de Boscherville.

## Histoire
Saint-Martin-de-Boscherville comprend un site archéologique très ancien : fanum gaulois de la fin du Ier siècle av. J.-C.. Au VIIe siècle, une chapelle funéraire chrétienne fut construite sur le même site, ensuite au XIe siècle une collégiale romane et enfin au XIIe et XIIIe siècle une abbaye bénédictine y fut fondée. Lors de fouille archéologique, une magnifique crosse d'abbé en laiton gravé et poinçonné, datant du début du XIIIe siècle fut exhumée.
L'église paroissiale dédiée à saint Martin fut délaissée sous la Révolution au profit de l'église abbatiale Saint-Georges. Elle servit un temps d'atelier de salpêtre avant de disparaître.
En 1855, l'abbé Antoine Defer (1762-1858) est nommé chevalier de la Légion d'honneur pour 70 ans de sacerdoce.
Un violent orage le 17 juillet 1910 provoque des inondations. 
Le 11 août 1944, des bombes tombent sur la commune et tuent 3 personnes.
Importantes inondations le 16 juin 1997.
En 2024, le maire de Saint-Martin-de-Boscherville, Thierry Chauvin, est condamné pour prise illégale d’intérêt à une amende de 15 000 € dont 5 000 € avec sursis et trois ans d’inéligibilité. Les faits remontaient à 2018 et l’attribution de marchés publics pour la construction d’une maison de santé dans la commune.

## Politique et administration

### Tendances et résultats politiques
Élections présidentielles, résultats des deuxièmes tours :
- Élection présidentielle de 2002[31]: 84,48 % pour Jacques Chirac (RPR), 15,52 % pour Jean-Marie Le Pen (FN), 87,72 % de participation.
- Élection présidentielle de 2007[32]: 62,21 % pour Nicolas Sarkozy (UMP), 37,79 % pour Ségolène Royal (PS), 90,82 % de participation.
- Élection présidentielle de 2012[33]: 60,88 % pour Nicolas Sarkozy (UMP), 39,12 % pour François Hollande (PS), 88,81 % de participation.

### Liste des maires

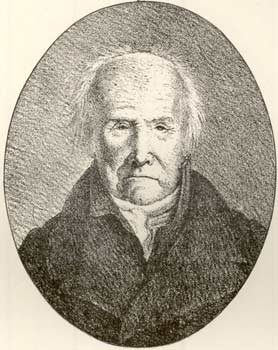
Jean François Gabriel d'Ornay (1729-1834), maire de 1800 à 1802.

### Jumelages
- Hurstpierpoint (Royaume-Uni)[réf. nécessaire] (Hurstpierpoint (en))
- Saint-Branchs (France, région Centre-Val de Loire, Indre-et-Loire) Jumelage signé le 21 novembre 2004.

## Équipements et services publics

### Enseignement
La commune relève de l'académie de Normandie.
Elle dispose sur son territoire d'une école maternelle et d'une école élémentaire, les élèves devant se rendre ensuite au collège de Duclair puis au lycée à Barentin ou à Rouen.
Les jeunes enfants sont accueillis par des assistantes maternelles.

### Santé
La commune possède un cabinet médical et une pharmacie.

### Justice, sécurité, secours et défense
La sécurité est assurée par la gendarmerie de Canteleu et le centre d'incendie et de secours situé dans la commune.

## Population et société

### Démographie
L'évolution du nombre d'habitants est connue à travers les recensements de la population effectués dans la commune depuis 1793. Pour les communes de moins de 10 000 habitants, une enquête de recensement portant sur toute la population est réalisée tous les cinq ans, les populations de référence des années intermédiaires étant quant à elles estimées par interpolation ou extrapolation. Pour la commune, le premier recensement exhaustif entrant dans le cadre du nouveau dispositif a été réalisé en 2008.

En 2022, la commune comptait 1 528 habitants, en évolution de +0,92 % par rapport à 2016 (Seine-Maritime : +0,35 %, France hors Mayotte : +2,11 %).
| 1793  | 1800  | 1806  | 1821 | 1831  | 1836 | 1841 | 1846 | 1851 |
| ----- | ----- | ----- | ---- | ----- | ---- | ---- | ---- | ---- |
| 1 110 | 1 160 | 1 224 | 984  | 1 011 | 940  | 940  | 985  | 964  |

| 1856 | 1861 | 1866 | 1872 | 1876 | 1881 | 1886 | 1891 | 1896 |
| ---- | ---- | ---- | ---- | ---- | ---- | ---- | ---- | ---- |
| 908  | 880  | 826  | 742  | 732  | 728  | 722  | 714  | 644  |

| 1901 | 1906 | 1911 | 1921 | 1926 | 1931 | 1936 | 1946 | 1954 |
| ---- | ---- | ---- | ---- | ---- | ---- | ---- | ---- | ---- |
| 615  | 634  | 629  | 674  | 677  | 666  | 709  | 874  | 917  |

| 1962 | 1968 | 1975  | 1982  | 1990  | 1999  | 2006  | 2008  | 2013  |
| ---- | ---- | ----- | ----- | ----- | ----- | ----- | ----- | ----- |
| 875  | 970  | 1 191 | 1 389 | 1 551 | 1 504 | 1 453 | 1 438 | 1 480 |

| 2018  | 2022  | - | - | - | - | - | - | - |
| ----- | ----- | - | - | - | - | - | - | - |
| 1 529 | 1 528 | - | - | - | - | - | - | - |

### Manifestations culturelles et festivités
Comité des fêtes.

### Sports et loisirs
- football, gymnastique, équitation.
- Le sentier de grande randonnée GR 2 traverse la commune.

### Vie associative
- Ensemble, Centre d'art et d'échange

### Cultes
Saint-Martin-de-Boscherville est le siège de la paroisse catholique Saint-Georges de Boscherville en Roumare qui fait partie du doyenné Rouen-Ouest de l'archidiocèse de Rouen.

### Médias
- Le quotidien Paris-Normandie et l'hebdomadaire Le Courrier cauchois relatent les informations locales.
- La commune est située dans le bassin d'émission de la chaîne de télévision France 3 Normandie.

## Économie

### Entreprises et commerces
- Commerces.
- Cultures maraîchères, agriculture.

## Culture locale et patrimoine

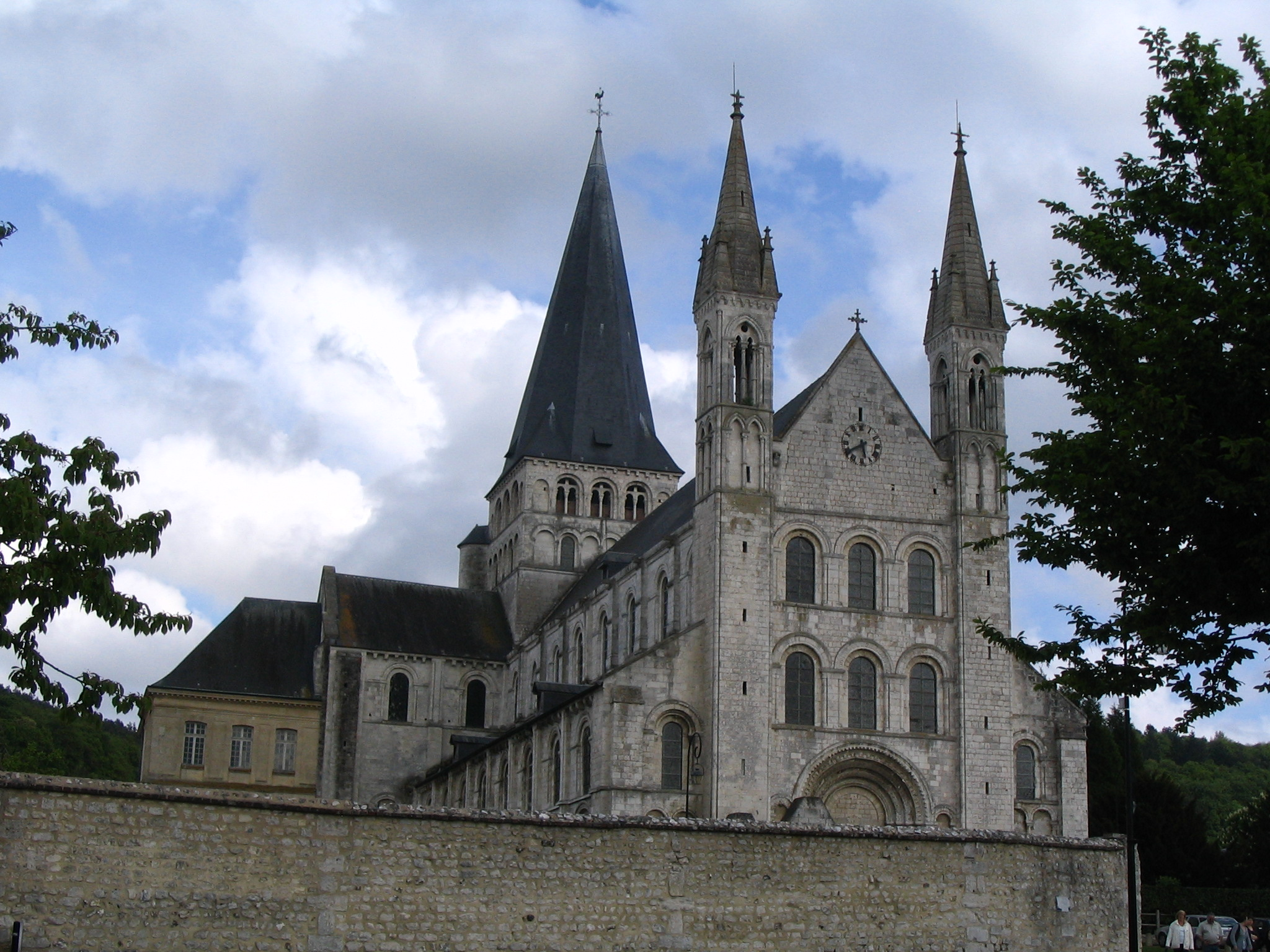
Vue générale de l'abbaye Saint-Georges de Boscherville.

### Lieux et monuments
- Abbaye Saint-Georges de Boscherville ;
- Monument aux morts (architecte Jules Duboc, 1921[40]).

### Patrimoine culturel
- Manoir des Templiers (XIIIe siècle) avec chapelle Saint-Gorgon au hameau du Genetey (propriété privée). Le manoir fait l’objet d’une inscription au titre des monuments historiques depuis le 3 mai 1974[41].
- Maison à pans de bois au lieu-dit le Brécy fait l'objet d’une inscription au titre des monuments historiques depuis le 20 février 1968[42]. Le manoir de Brécy (XVIe siècle), propriété privée, situé au même lieu-dit, est inventorié[43]

### Personnalités liées à la commune
- Jean-Baptiste Curmer (1782-1870) y a habité.
- Louis Alfred Danger (1849-1930), chef de bataillon, officier de la Légion d'honneur[44].
- Louis Fabulet (1862-1933), traducteur de Rudyard Kipling, a habité au Genetey.
- David Hallyday et Estelle Lefébure s'y sont mariés le 15 septembre 1989.
- Jean Lecanuet (1920-1993) est inhumé dans la salle capitulaire de l'abbaye Saint-Georges de Boscherville.

### Culture populaire
La commune fait l'objet d'une citation dans un sketch du spectacle Le professeur Rollin a encore quelque chose à dire de François Rollin. Ce dernier fait remarquer, avec le ton académique de son personnage, l'inégalité qui peut exister entre deux personnes suivant la longueur de leurs noms et de leurs adresses. Il prend ainsi pour exemple deux résidents de Seine-Maritime, l'un habitant la commune de Saint-Martin-de-Boscherville et l'autre, la commune de Ry.